# Brisbane
Brisbane je třetí největší město v Austrálii, správní středisko a zároveň největší město státu Queensland. Leží na východě, na řece Brisbane 20 km od ústí do moře. 

## Historie
Oblast byla osídlená od pravěku. Původní obyvatelstvo tvořili Aboridžinci čtyř klanů: Jugara, Turrbal and Quandamooka. Z evropských mořeplavců jako první zaznamenal toto území James Cook při své výpravě z roku 1723. Roku 1823 sem po řece Brisbane River připlula loď vojáka a kolonisty Johna Oxleye. Roku 1824 byla založena trestanecká kolonie v Redcliffe, a o rok později rozšířená na území dnešního centra města. Roku 1842 byla trestanecká kolonie zrušena a území uvolněno pro svobodné osídlení. Po oddělení Nového jižního Walesu v roce 1859 bylo Brisbane prohlášeno hlavním městem nové kolonie Queensland, ale teprve v roce 1902 oficiálně získalo městská práva.
V roce 1925 byla k městu připojena sousední sídla a osady a byl položen základní kámen ke stavbě současného velkoměsta. Za druhé světové války odtud generál Douglas MacArthur řídil operace války v Pacifiku. 
V 80. letech 20. století začal prudký rozvoj města a v současnosti je Brisbane jedním z nejrychleji rostoucích měst v Austrálii.
Město je sídlem římskokatolické arcidiecéze a katedrály anglikánské církve.

## Ekonomika
Brisbane je důležité průmyslové, finanční a dopravní středisko, ve městě se nachází námořní přístav a mezinárodní letiště.

## Veřejná doprava
Dopravní síť města je poměrně rozsáhlá, jak v centru, tak v městských částech. Veřejná doprava je zajišťována autobusy, příměstskými (10 linek) a meziregionálními vlaky a loděmi (pod názvem CityCat a CityFerry) po řece Brisbane. Největší podíl na přepravě osob mají osobní automobily. Brisbane má vybudovanou rozsáhlou síť stezek pro chodce a cyklisty.

## Kultura a vzdělání
Ve městě je státní knihovna, státní muzeum, divadla, hvězdárna, botanická a zoologická zahrada, dále několik škol a univerzit. Mezi nejvýznamnější patří University of Queensland, Queensland University of Technology a Griffith University.

## Sport
- Tenis: od roku 2009 je město každoročně dějištěm úvodního tenisového turnaje nové sezóny – Brisbane International, a to v rámci mužského a ženského profesionálního okruhu.
- V nejvyšší hokejová soutěž v Austrálii Australian Ice Hockey League hraje klub Brisbane Lightning.

## Zajímavosti
Mimo jiné jsou po tomto městě pojmenována jádra procesorů AMD Athlon 64 X2.

## Známí rodáci
- Peter C. Doherty (* 1940), imunolog a veterinární lékař, nositel Nobelovy ceny za fyziologii a lékařství za rok 1996
- Miranda Otto (* 1967), herečka
- Samantha Stosurová (* 1984), profesionální tenistka a bývalá deblová světová jednička
- Claire Holtová (* 1988), herečka
- Stephanie Riceová (* 1988), sportovkyně-plavkyně, olympijská vítězka z LOH 2008
- Jacob Elordi (* 1997), herec